# Barranco de La Val (Valmadrid)
El barranco de La Val, también llamado de las Casetas o de la Concepción, es un barranco del valle del Ebro que nace en los montes del municipio de Valmadrid.  Desemboca en el río Ebro,  en el paraje del Soto de Nis, que se sitúa en la margen derecha de dicho cauce, dentro de la Reserva natural dirigida de los Sotos y Galachos del Ebro.
El barranco nace en el paraje de El Poyero, que hace frontera con el municipio de Fuendetodos y La Puebla de Albortón. En su recorrido recibe las aguas de los barrancos de Val de La Hueva, Val de Granja Perez, Val de Navarro, Val de Gabarré, Val de Ribas y Val de la Reina por su margen derecha, y Valle de Torrecilla por su margen izquierda, a la altura de Torrecilla de Valmadrid, principalmente.
Su cauce está en casi su totalidad ocupado por campos agrícolas, prácticamente todos de secano, que aprovechan sus aguas y sedimentos en las barrancadas.
No vuelve a aparecer dicho cauce hasta la altura de la Paridera de Marcaste, cerca del Polígono Industrial Empresarium. Ahí ya es conocido como Barranco de las Casetas, dada la cercanía de una torre de labor llamada Casetas de Lierta, que el curso de agua atraviesa. Desemboca cerca de los campos de esta torre en una zona salvaje que hace el meandro del Ebro enfrente del galacho de la Alfranca, protegido este último tramo por la Reserva Natural de los galachos del Alfranca de Pastriz, La Cartuja y Burgo de Ebro.
Por este valle transcurría el último tramo antes de la capital del Ferrocarril minero de Utrillas, fundado en 1900 y cerrado del 15 de enero de 1966. Trazado pueden verse todavía numerosos apartaderos por el camino.

## Figuras de protección
- ZEPA Río Huerva y Las Planas.
- PIC Planas y estepas de la margen derecha del Ebro.

- Datos: Q28859756